# アカエリシトド
アカエリシトド (赤襟鵐・学名Zonotrichia capensis)は、スズメ目ホオジロ科に分類される鳥類の一種。

## 形態
全長13.5～15cm、体重20～25g。成鳥は短い灰色の嘴を持ち、頭頂部は灰色で黒い帯にはさまれ、黒い過眼線があり、頬の下にも黒い線が走る。後頭と胸の両側は赤茶色で、翼には2本の白い翼帯がある。喉は白く、腹部は汚白色で脇にかけて茶色くなり、胸に黒い斑点がある。
若鳥の羽の色は不明瞭で、頭部の模様もはっきりせず、薄い黄土色の地に茶色い縞が入る。赤茶色の「襟」は無く、腹部に縞がある。

## 分布
メキシコの東南端からフエゴ島にかけての山岳地帯とイスパニョーラ島に分布するが、アマゾン盆地では見られない。

## 生態
高度600mから4000mの地帯に多く見られるが、ところによってはより低い地点で見られることもある。農耕地、庭園、公園、灌木の多い二次植生など開けた場所を好み、都市部や郊外にも生息する。
巣は植物性の材料を用い、細い草を敷いた杯型で、地上のからみあった植生、灌木や木の低い所、壁のくぼみになどに母鳥が作る。褐色の斑点のある緑がかった青色の卵を2、3個産み、母鳥が12から14日間抱卵する。雛の給餌には父鳥も参加する。
アカエリシトドは25から29の亜種に分けられている。一般的に沿岸部の森林に生息する個体は小柄で、中型の個体はアンデス地方に見られ、大型で黒っぽい個体はテプイ（ギアナ高地のテーブルマウンテン）に分布する。最大の亜種Z. c. perezchincillaeは腹部が灰色で、赤茶色の襟は黒点の帯となって胸まで伸びており、別種とされる可能性がある。
アカエリシトドの鳴き声は地方によって変異が大きいが、鋭い「ツィップ」は共通している。低い所にとまって発する雄のさえずりは、普通音節を不明瞭に続けて口笛を吹くような「ティー・ティーオー、エ・エ・エ・エ・エ」または「ティーオー、ティー」で、最後にふるえ音が来る場合がある。
地上に落ちた種子、穀類、昆虫類、クモを食べる。つがいで小さな縄張りを保つか、小規模な群れをつくる。性質はおとなしく、人を恐れない。